# Galina Dżunkowska
Galina Iwanowna Dżunkowska (ros. Галина Ивановна Джунковская, ur. 6 października 1922 we wsi Jurkowka w obwodzie kijowskim, zm. 12 września 1985 w Moskwie) – radziecka lotniczka wojskowa, Bohater Związku Radzieckiego (1945).

## Życiorys
Urodziła się w ukraińskiej rodzinie chłopskiej. Dzieciństwo i młodość spędziła w Groznym, gdzie w 1938 skończyła szkołę medyczną, potem do wybuchu wojny z Niemcami w 1941 studiowała w Moskiewskim Instytucie Lotniczym, w 1941 wstąpiła ochotniczo do Armii Czerwonej. W 1942 skończyła kursy szturmanów (nawigatorów) przy wojskowej szkole pilotów w Engelsie, od stycznia 1943 walczyła na froncie, jako szturman klucza i eskadry uczestniczyła w działaniach zbrojnych na Froncie Dońskim, Północno-Kaukaskim, Zachodnim, 3 Białoruskim i 1 Nadbałtyckim w składzie 125 gwardyjskiego lotniczego pułku bombowców 4 Gwardyjskiej Bombowej Dywizji Lotniczej 1 Gwardyjskiego Bombowego Pułku Lotniczego 3 Armii Powietrznej. Podczas walk była kontuzjowana i dwa razy poparzona w wyniku pożaru samolotu. Do grudnia 1944 wykonała 62 loty bojowe i stoczyła 5 walk powietrznych. Miała stopień starszego porucznika. Po wojnie służyła na Dalekim Wschodzie, w 1949 przeszła do rezerwy, w 1951 ukończyła Kirowohradzki Obwodowy Instytut Pedagogiczny i została nauczycielką języka angielskiego w szkole, zajmowała się też pracą społeczną. Została pochowana na Cmentarzu Kuncewskim. Jej imieniem nazwano szkołę średnią w jej rodzinnej wsi.

## Odznaczenia
- Złota Gwiazda Bohatera Związku Radzieckiego (18 sierpnia 1945)
- Order Lenina
- Order Czerwonego Sztandaru
- Order Wojny Ojczyźnianej I klasy
- Order Czerwonej Gwiazdy (dwukrotnie)

I medale.